# Angela Hucles
Angela Hucles, född den 5 juli 1978 i Virginia Beach, Virginia, är en amerikansk fotbollsspelare. Vid fotboll för damer vid olympiska sommarspelen 2008 i Peking deltog hon i det amerikanska lag som tog guld. 